# ام‌اس‌سی بروکسل
ام‌اس‌سی بروکسل (به انگلیسی: MSC Bruxelles) یک کشتی است که طول آن 337m می‌باشد. این کشتی در سال ۲۰۰۵ ساخته شد.